# Brachymeria laetiliae
Brachymeria laetiliae är en stekelart som beskrevs av Burks 1960. Brachymeria laetiliae ingår i släktet Brachymeria och familjen bredlårsteklar. Inga underarter finns listade.